# Methanococcoides methylutens
A Methanococcoides methylutens egy Gram-negatív, metilotróf, tengeri metanogén Archaea faj. Az archeák – ősbaktériumok – egysejtű, sejtmag nélküli prokarióta szervezetek. Trimetil-amint, dietil-amint, monometil-amint, és metanolt használ a növekedéshez és a metanogenezishez. Sejtjei nem mozgékonyak, nem spórásak, szabálytalan gömb alakúak, 1 μm átmérőjűek, egyedül vagy párban fordulnak elő. Neme típusfaja. Típustörzse (ATCC 33938).